# São Gonçalo do Amarante, Ceará
São Gonçalo do Amarante este un oraș în statul Ceará (CE) din Brazilia.